# Karol Pasternak
Karol Józef Pasternak (ur. 21 stycznia 1893 w Stanisławowie, zm. 1958 we Wrocławiu) – podpułkownik artylerii Wojska Polskiego, kawaler Orderu Virtuti Militari.

## Życiorys
Karol Józef Pasternak urodził się 21 stycznia 1893 w Stanisławowie. Był synem Władysława i Emilii z domu Kocyłowskiej. Przez osiem lat uczył się w C. K. Wyższej Szkole Realnej w Stanisławowie, gdzie w 1913 ukończył VIII klasę i zdał egzamin dojrzałości. Po maturze miał podjąć służbę w wojsku.
Podczas I wojny światowej w szeregach rezerwy artylerii polowej i górskiej C. K. Armii został mianowany na stopień podporucznika z dniem 1 września 1915, następnie awansowany na stopień porucznika z dniem 1 listopada 1917. Był przydzielony do pułku armat polowych nr 31 (około 1916), następnie do pułku armat polowych nr 30 (do 1918).

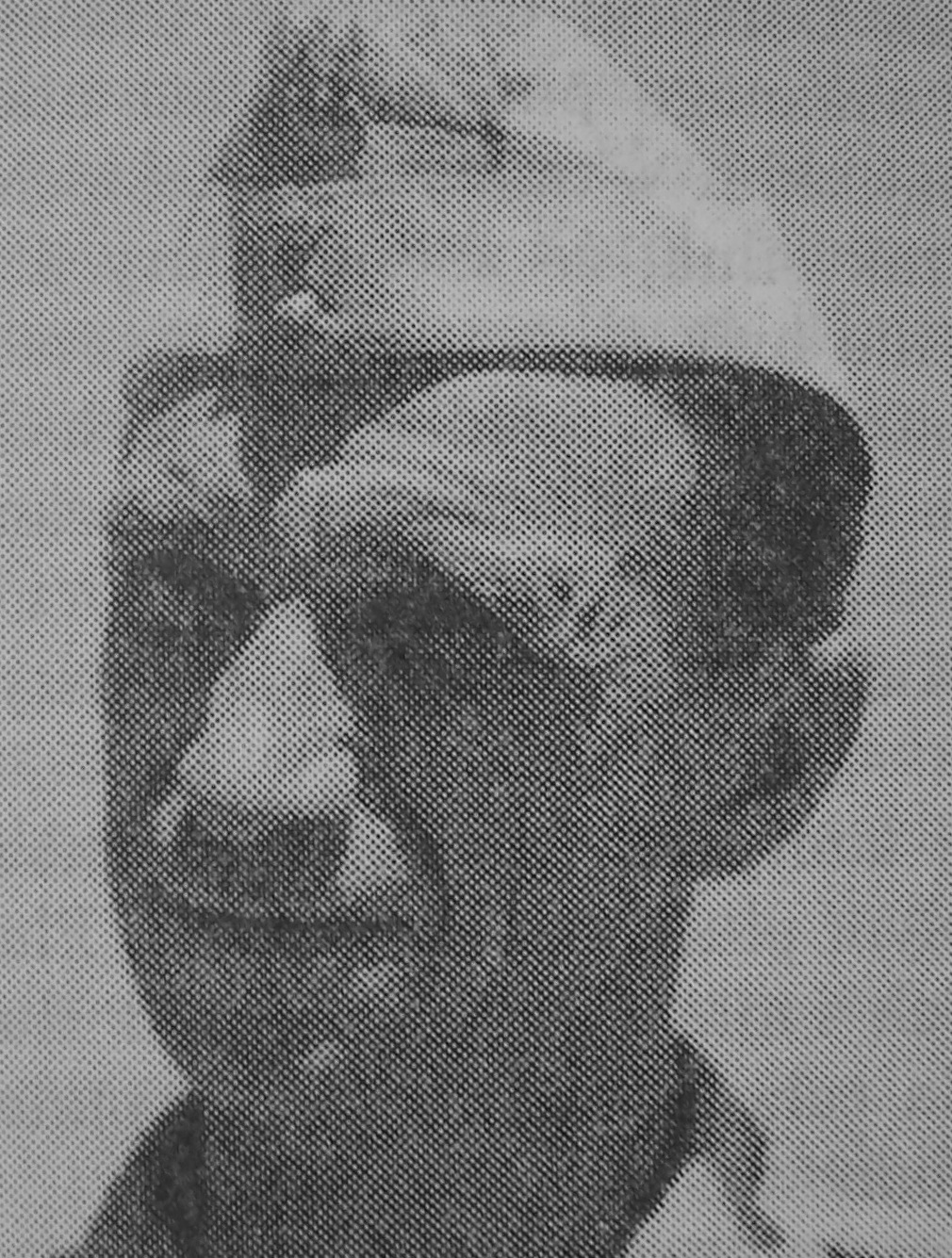
Karol Pasternak d-ca pociągu panc. „Kozak”

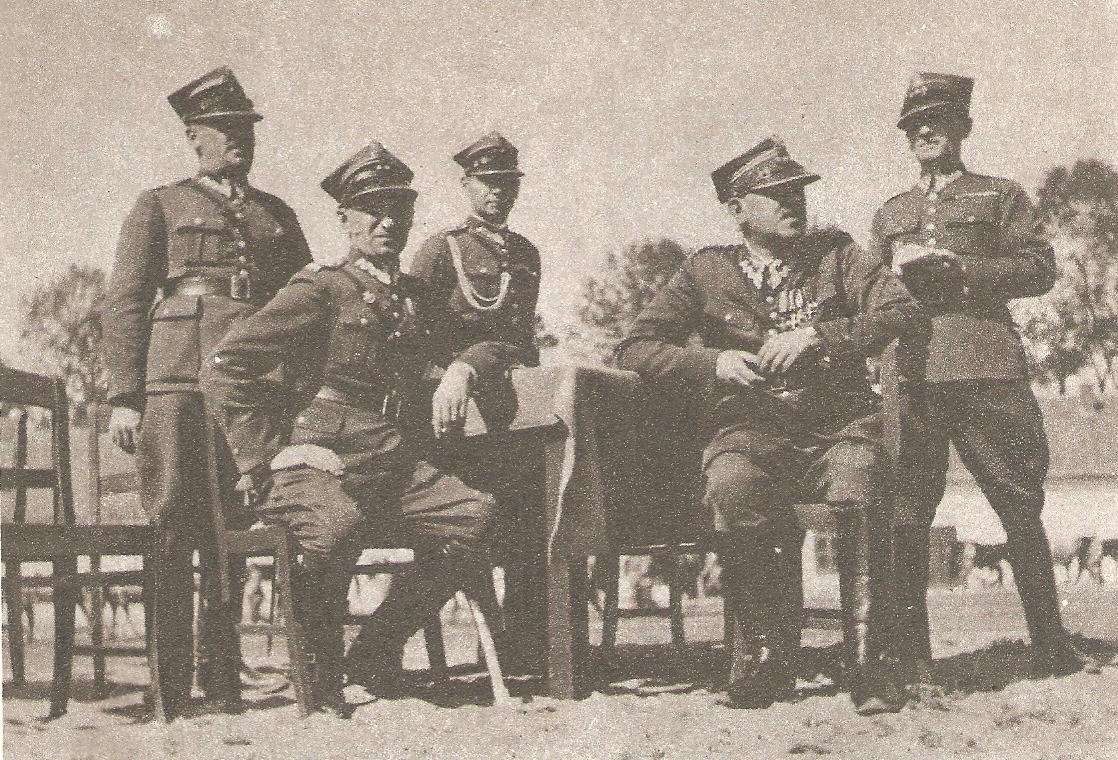
Grupa oficerów 5 Dywizjonu Artylerii Konnej z dowódcą Krakowskiej Brygady Kawalerii płk. Zygmuntem Piaseckim (siedzi z prawej). Następnie stoją: por. Stefan Dąbrowski, ppłk Karol Pasternak, mjr Józef Korus

Po zakończeniu wojny został przyjęty do Wojska Polskiego. Podczas wojny polsko-ukraińskiej w stopniu porucznika pełnił służbę w szeregach grupy wypadowej ppłk. Józefa Swobody działającej od 21 listopada 1918, której żołnierze w Ustrzykach Dolnych przejęli pozostawiony przez Ukraińców pociąg towarowy i wycofując się zabrali go do Leska. Pasternak został dowódcą pociągu, przekierował haubice na platformach, a pociąg uczestniczył następnego dnia w ponownym zajęciu Ustrzyk, zaś w kolejnych dniach porucznik zawnioskował do Fabryki Maszyn i Wagonów w Sanoku o przygotowanie prowizorycznego pociągu „Kozak”. W marcu 1920 był porucznikiem 4 pułku artylerii polowej i przebywał w polu podczas wojny polsko-bolszewickiej (w tym czasie przekazał podziękowania lekarzowi-ginekologowi z Sanoka, kpt. dr. Stanisławowi Domańskiemu, za przeprowadzenie operacji ratującej życie jego żonie i dziecku). Za swoje czyny wojenne otrzymał Order Virtuti Militari. Został zweryfikowany w stopniu kapitana artylerii ze starszeństwem z dniem 1 czerwca 1919. 
Po wojnie pozostawał oficerem 4 pułku artylerii polowej w Inowrocławiu, w którym w 1923 był p.o. dowódcy I dywizjonu. Został awansowany na stopień majora artylerii ze starszeństwem z dniem 15 sierpnia 1924. W 1924 był etatowym dowódcą I dywizjonu w macierzystym pułku. W kwietniu 1928 został przeniesiony do 27 pułku artylerii polowej we Włodzimierzu Wołyńskim na stanowisko kwatermistrza pułku. 31 marca 1930 roku został przeniesiony do dowództwa 9 Grupy Artylerii w Brześciu na stanowisko I oficera sztabu. 28 stycznia 1931 roku został przeniesiony do 16 pułku artylerii polowej (od 1932 roku – 16 pułk artylerii lekkiej) w Grudziądzu na stanowisko zastępcy dowódcy pułku. Od 5 lipca do 7 września 1933 roku w zastępstwie był dowódcą pułku. 24 stycznia 1934 roku został awansowany na stopień podpułkownika ze starszeństwem z dniem 1 stycznia 1934 roku i 1. lokatą w korpusie oficerów artylerii. Dowodził 5 dywizjonem artylerii konnej w Krakowie, później 28 pułkiem artylerii lekkiej w Zajezierzu od 29 grudnia 1938 do sierpnia 1939.
Po wybuchu II wojny światowej w trakcie kampanii wrześniowej w stopniu podpułkownika był dowódcą artylerii dywizyjnej 45 Dywizji Piechoty. Po przedostaniu się do Francji został oficerem Wojska Polskiego we Francji. W 1940 pełnił funkcję dowódcy 3 pułku artylerii lekkiej. Zmarł w 1958 we Wrocławiu. Pochowany na Cmentarzu św. Wawrzyńca we Wrocławiu.
25 lutego 1919 w Sanoku poślubił Annę Honoratę Poschinger (ur. 1896, siostrą Kazimierza Poschingera, także oficera Wojska Polskiego).

## Ordery i odznaczenia
polskie
- Krzyż Srebrny Orderu Wojskowego Virtuti Militari nr 5755 – 10 sierpnia 1922[34][29]
- Krzyż Walecznych (dwukrotnie)[29]
- Złoty Krzyż Zasługi (19 marca 1937)[35][36]
- Medal Niepodległości (16 marca 1937)[37]

austro-węgierskie
- Krzyż Zasługi Wojskowej 3 klasy z dekoracją wojenną i z mieczami (przed 1918)[11]
- Brązowy Medal Zasługi Wojskowej na wstążce Krzyża Zasługi Wojskowej (przed 1917)[10] z mieczami (przed 1918)[11]
- Srebrny Medal Waleczności 1 klasy (przed 1917)[10][11]
- Srebrny Medal Waleczności 2 klasy (przed 1917)[10][11]
- Krzyż Wojskowy Karola (przed 1918)[11]